# Taboragraszanger
De taboragraszanger (Cisticola angusticauda) is een zangvogel uit de familie Cisticolidae.

## Verspreiding en leefgebied
Deze soort komt voor in zuidoostelijk Afrika van zuidelijk Oeganda en zuidwestelijk Kenia tot Zambia.

## Status
De grootte van de populatie is niet gekwantificeerd maar de soort wordt omschreven als plaatselijk algemeen. Op de Rode lijst van de IUCN heeft deze soort de status niet bedreigd.